# 激モテ!セブンティーン学園
激モテ!セブンティーン学園（げきもて!せぶんてぃーんがくえん）は、BS-TBSにて2009年7月4日 - 2010年3月20日まで毎週土曜日23:30〜24:00（JST）に放送されていたバラエティ番組である。

## 概要
この番組はBS-TBSと雑誌『セブンティーン』のメディアミックス第2弾の番組である（第1弾は2009年4月〜6月まで放送のテレビドラマ、『恋とオシャレと男のコ』）。
いまどきのカワイイ女の子が通う「セブンティーン学園」が開校。学園に通う生徒たち（セブンティーン専属モデル）が「モテ」をキーワードに番組を展開。毎回、女の子に人気のイケメンがゲストとして登場する。桐谷美玲はこれがMC初挑戦となる。
毎回、セブンティーン読者を観覧募集し、公開収録の形で2本撮りで行われる。第1、第3土曜日の隔週で放送され、第2、第4週は前週の再放送が流される。第5週まである月はその週は放送されない。

## 出演者

### MC
- 桐谷美玲（セブンティーン学園生徒会長）
- 有末麻祐子（セブンティーン学園副生徒会長）

### レギュラー
全員セブンティーン専属モデル（通称：STモ）である。
- 大政絢 （セブンティーン学園生徒）
- 石橋杏奈 （同上）
- 鈴木友菜 （同上）
- 剛力彩芽 （同上）
- 田中あさみ （同上）

### その他
- 杉山真也（TBSアナウンサー、教育実習生）

### ゲスト
1. 山本裕典（2009年7月4日）
2. 三浦翔平（2009年7月18日）
3. 大東俊介（2009年8月1日）
4. 白石隼也（2009年8月15日）
5. 前田公輝（2009年9月5日）
6. 竹内寿（2009年9月19日）
7. スピードワゴン（2009年10月3日）
8. 載寧龍二（2009年10月17日）
9. 髭男爵（2009年11月7日）
10. 古川雄大（2009年11月21日）
11. 森崎ウィン（2009年12月5日）
12. 佐野和真（2009年12月19日）
13. 溝端淳平（2010年1月9日）
14. 賀来賢人（2010年1月23日）
15. 市川知宏（2010年2月6日）
16. 木村了（2010年2月20日）
17. 桜田通（2010年3月6日）
18. 菅田将暉（2010年3月20日）

## スタッフ
- 構成：小久保剛、浅田くみ子
- フロアディレクター：林千穂子
- 音楽：遠藤浩二
- 協力：東京ダンス&アクターズ専門学校、東京スクールオブミュージック
- ディレクター：中原嘉仁
- 総合演出：鈴木浩介
- プロデューサー：笹嶋英之（BS-TBS）、越崎善治（集英社）
- チーフプロデューサー：丹羽多聞アンドリウ（BS-TBS）
- 企画協力：集英社SEVENTEEN
- 制作協力：る・ひまわり
- 制作：BS-TBS、HONEY BUNNY Inc.